# Trnovec nad Váhom
Trnovec nad Váhom (bis 1927 slowakisch Tornok; ungarisch Tornóc) ist eine Gemeinde im Okres Šaľa in der Slowakei.

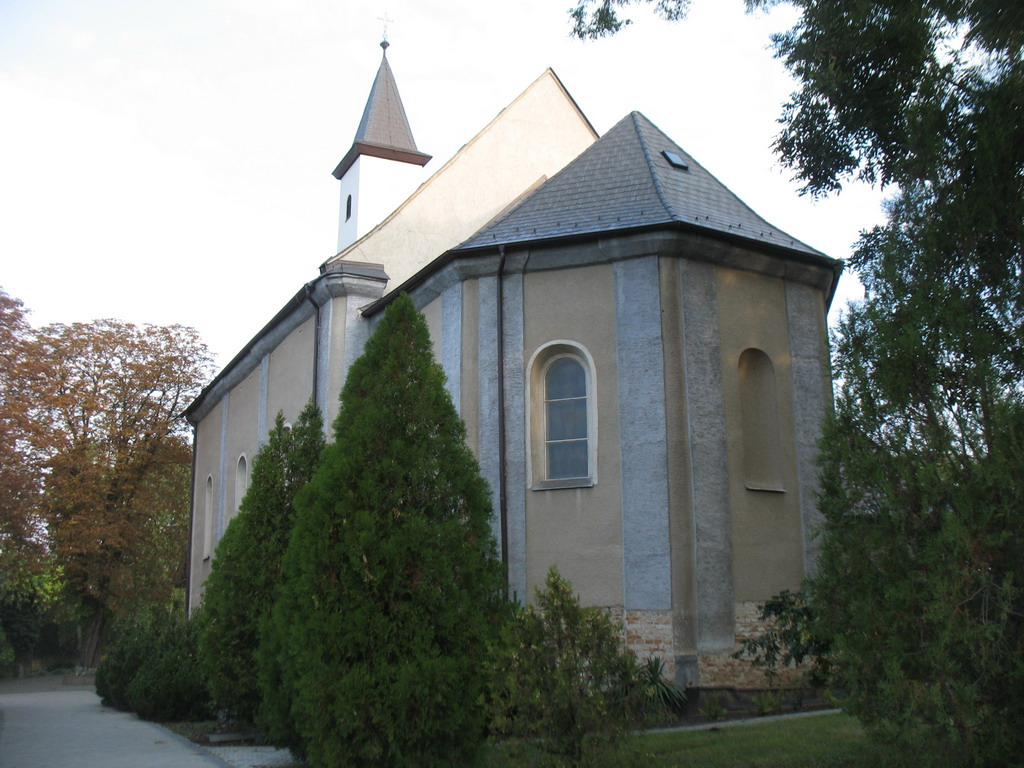
Kirche im Ort

## Lage
Der Ort liegt im Donautiefland am Ufer der Waag, an der Hauptstraße I/75 zwischen Šaľa (5 km westlich) und Nové Zámky (27 km südöstlich). Der Ort besitzt auch einen eigenen Bahnhof an der Bahnstrecke Bratislava–Budapest.

## Geschichte
Der Ort wurde erstmals 1113 als Durmuz erwähnt. Bis Anfang 1918 gehörte er zum Königreich Ungarn im Komitat Neutra und war dort Sitz des Stuhlbezirks Šaľa; danach kam er zur neu entstandenen Tschechoslowakei. Aufgrund des Ersten Wiener Schiedsspruchs gehörte er von 1938 bis 1945 zu Ungarn.
Laut der umstrittenen Volkszählung von 1910 war der Ort ein fast rein magyarisches Dorf, von 2458 Einwohnern waren 2236 Magyaren. Laut der Volkszählung von 2001 waren von 2541 Einwohnern 1900 Slowaken und 607 Magyaren.
Verwaltungstechnisch ist die Gemeinde neben dem Hauptort noch in die Ortsteile Horný Jatov (ungarisch Felsőjattó), Kľučiareň (ungarisch Szandner puszta) und Nový Dvor (ungarisch Ujmajor) gegliedert.

## Bevölkerung
| Jahr                | 1994 | 2004    | 2014    | 2024    |
| ------------------- | ---- | ------- | ------- | ------- |
| Anzahl der Personen | 2466 | 2603    | 2688    | 2757    |
| Unterschied         |      | +5,55 % | +3,26 % | +2,56 % |

| Jahr                | 2023 | 2024    |
| ------------------- | ---- | ------- |
| Anzahl der Personen | 2775 | 2757    |
| Unterschied         |      | −0,64 % |

## Persönlichkeiten

### Söhne und Töchter der Gemeinde
- Eduard Kukan (1939–2022), Diplomat und Politiker, Außenminister der Slowakei